# Colonia Agip
La Colonia Agip è un complesso architettonico situato a Cesenatico, costruito tra il 1937 ed il 1938 per ospitare durante l'estate i figli dei dipendenti dell'omonima azienda. L'opera è stata realizzata su progetto dell'architetto bolognese Giuseppe Vaccaro in stile razionalista.

## Storia
La colonia fu voluta dall'allora presidente dell'AGIP, Umberto Puppini, per i figli dei dipendenti. L'edificio venne intitolato a Sandro Italico Mussolini, nipote del Duce, morto prematuramente. La sua costruzione si inserisce nel filone della realizzazione di colonie estive promosso dal regime fascista.

## Architettura
Il complesso si sviluppa su quattro corpi di fabbrica disposti su un'area di 270 metri per 80. Il corpo centrale, con la direzione e i dormitori, si innalza su quattro piani e si affaccia sul mare. I corpi bassi di servizio, posti ai lati, sono disposti ortogonalmente al mare e ospitano la mensa, le cucine, l'infermeria e i locali di ritrovo.
L'edificio è caratterizzato da una grande linearità e razionalità, con un'estrema attenzione alla funzionalità e all'igiene. L'uso del cemento armato ha permesso di realizzare ampie vetrate e terrazze, che garantiscono una vista panoramica sul mare. I pilotis liberano il piano terra, creando un porticato che offre riparo dal sole e dalla pioggia.

## Funzione e usi
La colonia Agip è stata concepita come un luogo di villeggiatura per i figli dei dipendenti dell'azienda. Offriva loro un ambiente sano e sicuro, con attività ricreative e sportive. La colonia poteva ospitare fino a 800 bambini ed era dotata di tutti i comfort: dormitori, refettorio, infermeria, piscina, palestra e teatro. Fu usata come ospedale militare e deposito di automezzi militari durante la seconda guerra mondiale.
Dopo la seconda guerra mondiale, la colonia è stata utilizzata anche come scuola e centro di accoglienza per bambini in difficoltà. Oggi è ancora di proprietà dell'ENI ed è utilizzata come colonia estiva per i figli dei dipendenti. È stata inoltre aperta al pubblico per eventi culturali ed è fruibile in occasione delle annuali giornate promosse dal FAI durante le quali si organizzano visite guidate. L'edificio è inserito nel progetto europeo ATRIUM.